# کنفرانس مالت
کنفرانس مالت (انگلیسی: Malta Conference) کنفرانسی بود که در بحبوحه جنگ جهانی دوم از ۳۰ ژانویه تا سوم فوریه ۱۹۴۵ با حضور نخست‌وزیر بریتانیا وینستون چرچیل و رئیس جمهور آمریکا فرانکلین روزولت برگزار شد. هدف کنفرانس هماهنگی نیروهای متفقین در حمله پایانی به آلمان نازی بود. چرچیل و روزولت از پیش‌روی ارتش سرخ در قلب آلمان نگران شده بودند و عقیده داشتند که حضور شوروی در اروپای مرکزی نامطلوب است.